# Giannīs Pasas
Giannīs Pasas (in greco: Γιάννης Πασάς; Agrinio, 7 ottobre 1990) è un calciatore greco, attaccante del Larissa.

## Caratteristiche tecniche
Ala sinistra, utilizzabile anche come terzino all'occorrenza, negli ultimi anni è stato utilizzato come punta centrale.

## Carriera
Cresciuto calcisticamente nelle giovanili del Panaitōlikos, nel 2014, Giannis viene acquistato dall'Īraklīs 1908.

## Palmarès

### Club

#### Competizioni nazionali
- Football League: 1

NPS Veria: 2020-2021 (gruppo Nord)
- Souper Ligka Ellada 2: 1

Larissa: 2024-2025 (girone A)